# Hendrik Verbruggen
Hendrik A.R. Verbruggen (Onze-Lieve-Vrouw-Waver, 31 mei 1933 – Ioannina, 19 oktober 1996) was een Belgisch filoloog en historicus. Hij studeerde klassieke filologie, Oosterse talen en geschiedenis aan de universiteiten van Leuven en van Thessaloniki. Hij werd leraar Grieks in de humaniora, doctoreerde op de cultus van Zeus op Kreta en ging doceren aan de KU Leuven. Verbruggen schreef verschillende historische boeken en maakte vertalingen uit het Latijn, Grieks, Perzisch en Sanskriet.

## Publicaties
- Nederlands-Latijns woordenboek (1962 - elf edities)
- Geschiedenis van Griekenland (1963)
- Zoeklicht op Oud-Perzië (1964)
- Sources pertaining to the cult of Zeus in Crete. A Geographical Study (1980)
- Le Zeus Crétois (1981)
- De eeuw van Pericles (1986, met M. Vercruysse en B. Vermeersch)

## Vertalingen
- Tacitus, Leven van Agricola (1953)
- Plato, Lusis. Dialoog over de vriendschap (1954)
- Horatius, Satiren (1959): negen satiren in proza
- Loukianos, De beeldstormer van Samosata (1964, met K. Huysmans): Somnium (= Vita Luciani), Dialogi deorum 5 en 9, Dialogi marini 2, Dialogi mortuorum 17, 18, 22, Charon, Demonax, Alexander, Gallus
- Aristophanes, Lusistrate (1982)
- Suetonius, Romeinse keizers (1986)
- Mahabharata (1991)
- Ramayana (1992)
- Rigveda (1993)
- Hindoese mythen (1994)
- Homerische hymnen (1995)